# Domenico della Rovere
Domenico della Rovere (Piamonte, 1442 - Roma, 23 de abril de 1501) fue un eclesiástico italiano, obispo y cardenal, nepote de Sixto IV. 

## Biografía
Hijo de Giovanni della Rovere, señor de Vinovo, y de Anna Del Pozzo, no hay constancia de su formación universitaria, aunque algunos autores suponen que siguió los pasos de su hermano Cristoforo, que estudió derecho en la Universidad de Bolonia.
La familia de los Della Rovere del Piamonte no tenía relación de parentesco con la del mismo apellido de Liguria, pero cuando en esta última Francesco della Rovere fue creado cardenal en 1467, acogió bajo su protección a los dos hermanos y los llevó con él a Roma, y cuando en 1471 el cardenal fue elegido papa, la carrera eclesiástica de ambos gozó de un fuerte impulso; Cristoforo fue nombrado prefecto de Sant'Angelo y arzobispo de Tarentaise, mientras Domenico empezó a acumular pequeños beneficios eclesiásticos: canónigo de Ivrea y de Lausana, prepósito de la catedral de Turín, de S. Antonio, Dalmazzo y Carignano, prior de Villetta, abad comendatario de los monasterios de San Cristoforo en Vercelli, San Mauro en Pulcherada y Ambronay, arcipreste de la Basílica Vaticana y cubiculario del papa.
En el consistorio de diciembre de 1477 Cristoforo fue creado cardenal con título de San Vital.  Murió dos meses después y el papa designó a Domenico como su sucesor, transfiriéndole la castellanía de  Sant'Angelo y la diócesis de Tarentaise, y creándole cardenal del mismo título nueve días después.
Fue obispo de Corneto y Montefiascone en 1478, cardenal de San Clemente el año siguiente, obispo de Turín desde 1482 y legado en el Ducado de Saboya en 1483.  Participó en el cónclave de 1484 en que fue elegido papa Inocencio VIII y en el de 1492 en que lo fue Alejandro VI, durante cuyos pontificados siguió acumulando beneficios: abad de Santa Cristina en Milán, Fossanova en Priverno, Grammont en Cambrai y San Cristoforo en Vercelli, y administrador apostólico de la diócesis de Ginebra durante la minoría de edad del obispo Felipe de Nemours (1496-97).  En 1500 sus rentas anuales se estimaban en 10.000 ducados.

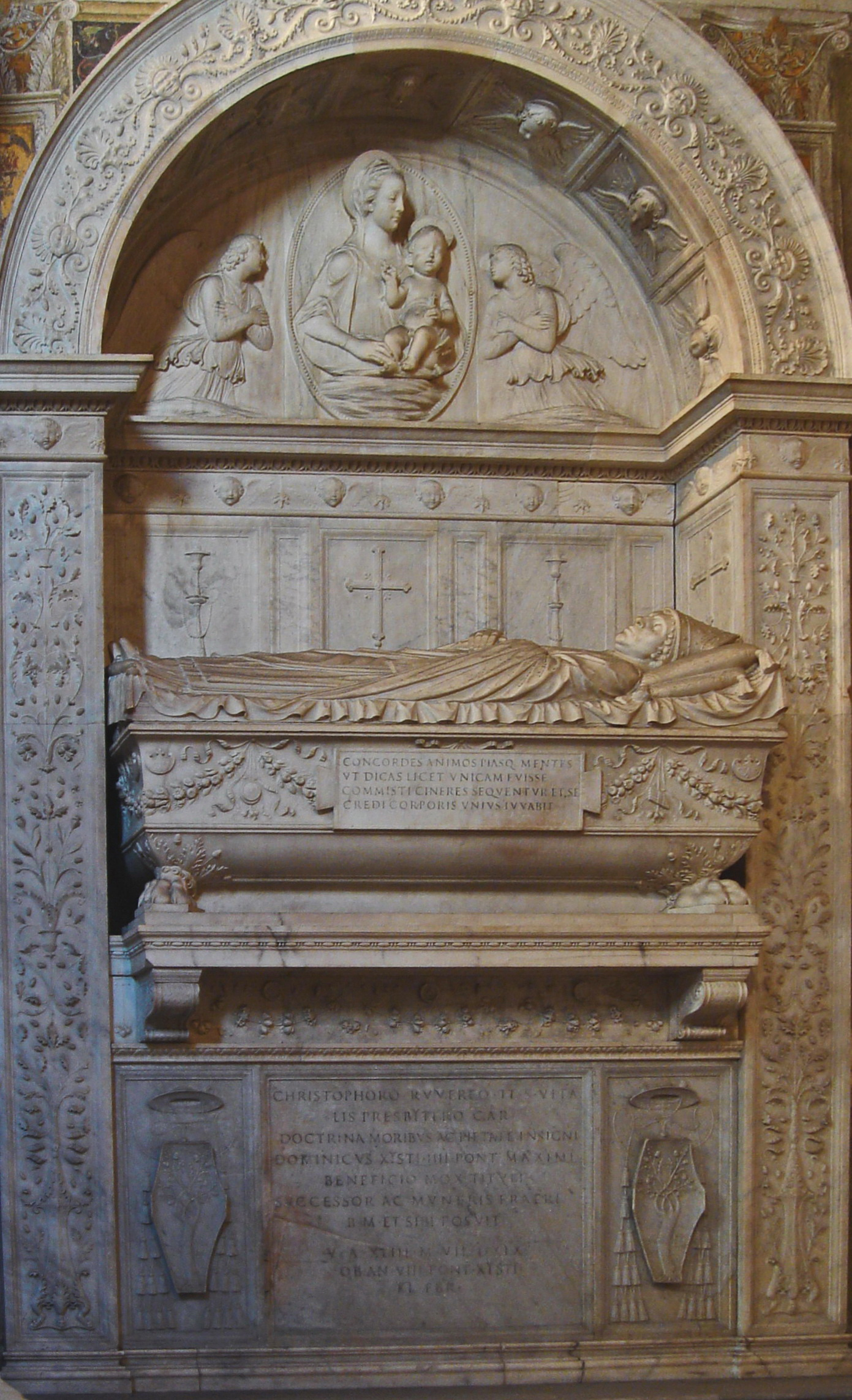
Sepultura de Cristoforo y Domenico della Rovere en Santa Maria del Popolo, obra de Andrea Bregno y Mino da Fiesole.

Fallecido en Roma en 1501, fue inicialmente sepultado junto a su hermano en la capilla Della Rovere de la iglesia de Santa Maria del Popolo; en 1510 su cuerpo fue trasladado a la catedral de Turín, aunque su corazón quedó depositado en la tumba de su hermano.